# Sophronica parterufoantennalis
Sophronica parterufoantennalis är en skalbaggsart som beskrevs av Stefan von Breuning 1968. Sophronica parterufoantennalis ingår i släktet Sophronica och familjen långhorningar. Inga underarter finns listade i Catalogue of Life.